# Farman (automobile)
Farman est une ancienne marque automobile française, fondée par Henri Farman, qui fabriqua des automobiles de luxe entre 1919 et 1931.

## Origine
Les trois frères Henri, Maurice et Dick Farman sont des sportifs, ingénieurs, aviateurs et entrepreneurs français (d'un père britannique et d'une mère française). Après avoir créé une société de fabrication aéronautique, les avions Farman, Henri Farman décide de se lancer dans la fabrication d'automobiles de luxe.
Le slogan publicitaire de ces modèles était : « Une voiture roule, une Farman glisse ».

## A6B: la première automobile

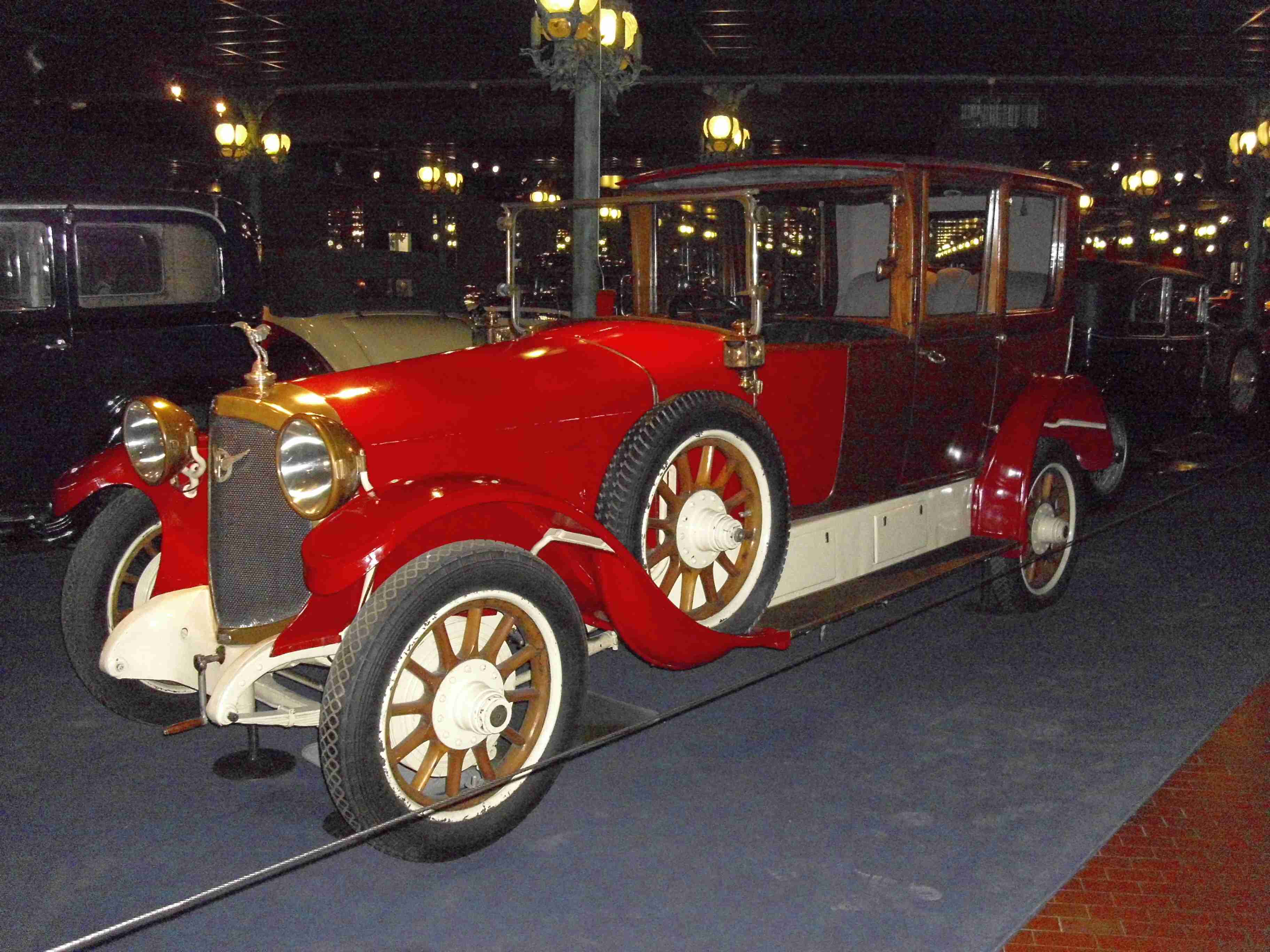
Farman A6B de 1923

Présentée au salon d’octobre 1919, l’A6B est une voiture de grand luxe 40 HP bâtie autour d’un moteur 6 cylindres en ligne de 6,6 L de cylindrée et d’une puissance réelle de 108 ch à 1 800 tr/min. Elle avait un seul arbre à cames en-tête et une suspension d’un type particulier à un seul ressort transversal relié à l’avant et à l’arrière à 2 ressorts en porte-à-faux.
La construction est très soignée et luxueuse, les exemplaires entrent en concurrence avec des modèles prestigieux : Hispano-Suiza H6, Renault 40CV, Delage CO, Isotta Fraschini Tipo 8 ou encore la Rolls-Royce Silver Ghost.
Le moteur était en aluminium, de même qu'une grande partie de la carrosserie, ce qui explique la disparition d'un grand nombre de ces modèles quand l'aluminium est devenu un métal recherché durant la Seconde Guerre mondiale.
Farman a eu une usine à Suresnes, place Eugène-Sue.

## NF: deuxième modèle

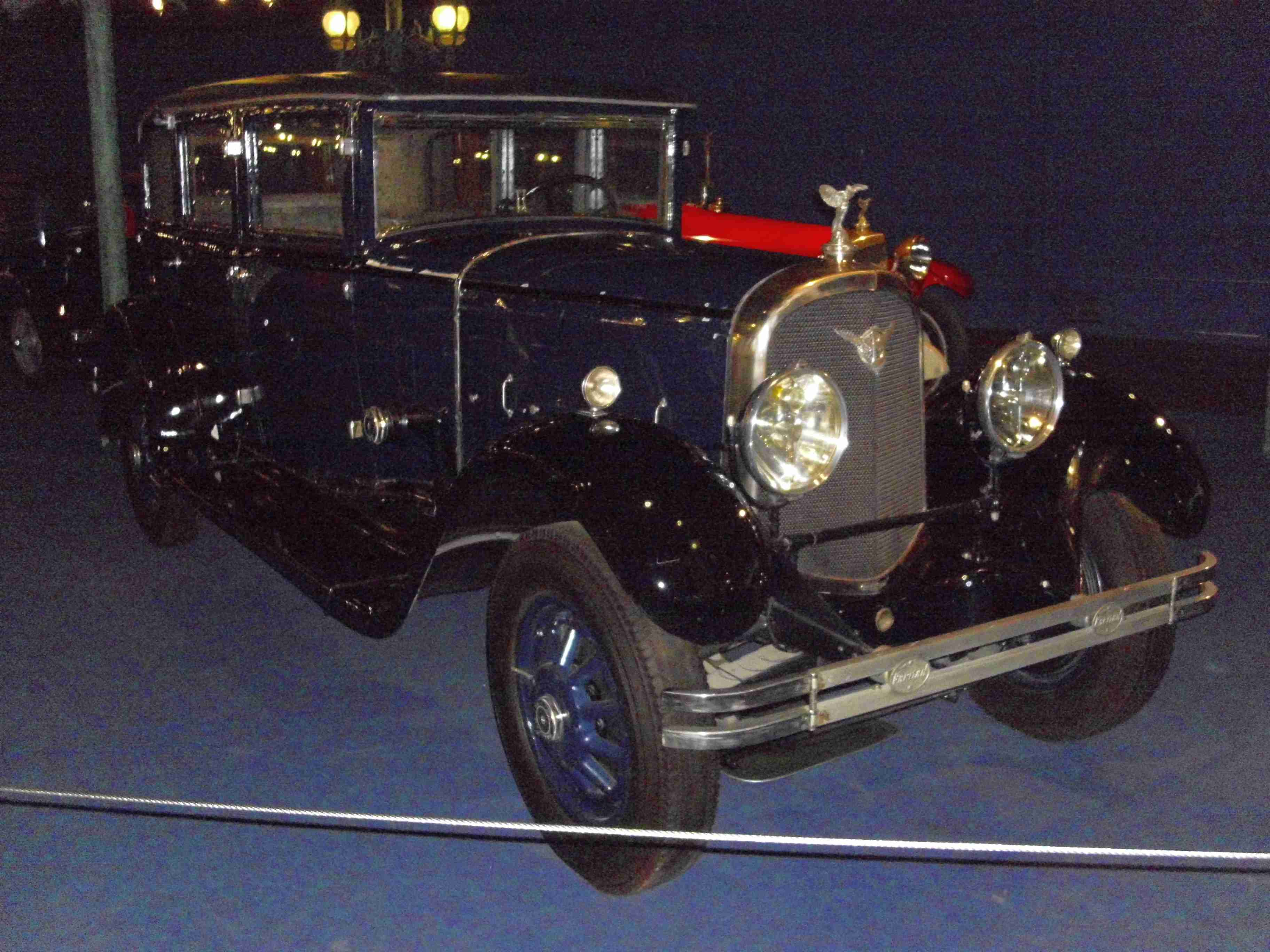
Farman NF de 1928

Aux environs de 1927, au modèle A6B fut ajouté le modèle NF, plus gros, de 7 litres, mais de semblable conception. Les roues avant des deux modèles étaient entraînées par l’intermédiaire d’un double système.
Un modèle, qui devait remettre la marque sur pied, fut mis en chantier à la fin des années 30, il devait être équipé d’un moteur 8 cylindres en V mais ce projet n’eut pas de suite.

## Fin de l’aventure automobile
Farman, comme beaucoup d’autres constructeurs de voitures de luxe, subit les effets de la crise mondiale en 1929. Farman arrêta l’automobile début 1931, se recentrant sur ses activités aéronautiques.
Au total, environ 120 à 130 voitures furent produites à Billancourt.